# Strongylurus ceresioides
Strongylurus ceresioides là một loài bọ cánh cứng trong họ Cerambycidae.